# Vrbětice (Vlachovice)

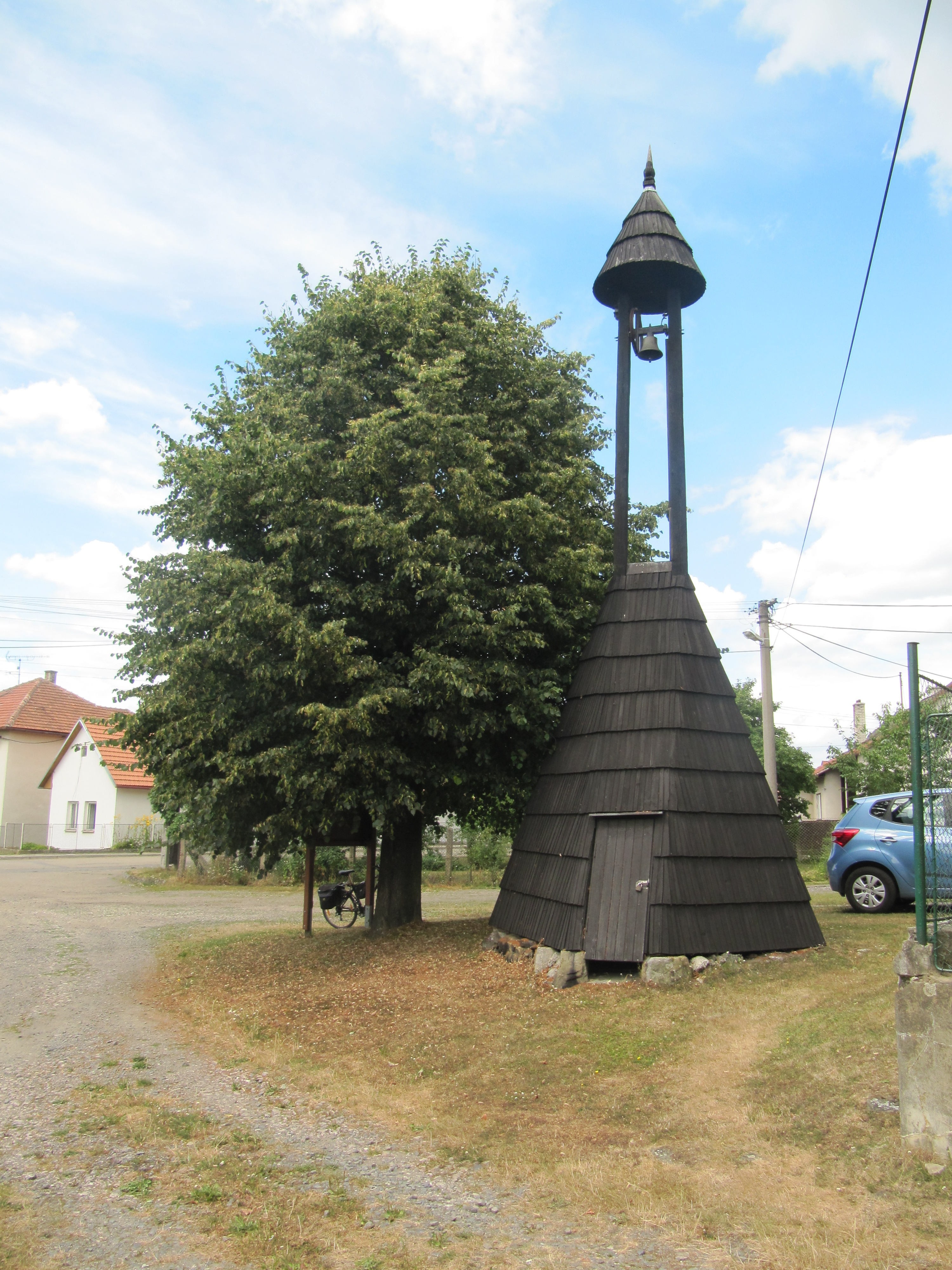
Denkmalgeschützter Glockenturm in Vrbětice

Vrbětice (deutsch Wirbietitz, früher Wrbietitz) ist ein Ortsteil der Gemeinde Vlachovice in Tschechien. Er liegt sechs Kilometer nordöstlich von Slavičín und gehört zum Okres Zlín.

## Geographie
Vrbětice befindet sich am nördlichen Fuß der Weißen Karpaten auf dem Gebiet des Naturparks CHKO Bílé Karpaty. Das Dorf erstreckt sich zwischen den Einmündungen der Smolinka und des Václavský potok beiderseits des Flüsschens Vlára. Nordöstlich erheben sich die Brumovská (379 m) und Stráně (664 m), im Osten die Vysoká (642 m), südöstlich der Vršek (566 m) und Rubanisko (501 m), im Süden die Stupně (490 m), südwestlich die Trojková (404 m) sowie im Nordwesten der Háj (431 m) und Hradisko (474 m). Südwestlich des Dorfes befindet sich ein Militärgebiet.
Nachbarorte sind Vlachovice im Norden, Křekov, Lipina und Jelenovská im Nordosten, Hložec, Vaňatka und Návojná im Osten, Hlavičkovi, Brumov, Bylnice und Popov im Südosten, Jestřabí, Laz und Bohuslavice nad Vláří im Süden, Krátké, U Vaculíků, Divnice, Hluboké und Slavičín im Südwesten, Klenůvky und Lipová im Westen sowie U Kovaříků und Haluzice im Nordwesten.

## Geschichte
Die erste schriftliche Erwähnung des Dorfes erfolgte im Jahre 1318. Obwohl Vrbětice in unmittelbarer Nähe von Vlachovice liegt, war das Dorf immer zur Herrschaft Hošťálková zugehörig und zu keiner Zeit nach Vlachovice untertänig. Seine Bewohner waren mit Ausnahme von Forstarbeit von Frondiensten befreit. Im Urbar von 1620 ist in Vrbětice erstmals ein Erbvogt nachweisbar.
Nach der Aufhebung der Patrimonialherrschaften bildete Vrbětice/Wrbietitz ab 1850 eine Gemeinde in der Bezirkshauptmannschaft Uherský Brod und dem Gerichtsbezirk Valašské Klobouky. Im Jahre 1928 bildete sich die Freiwillige Feuerwehr. Seit 1949 war Vrbětice dem Okres Valašské Klobouky zugeordnet und kam Ende 1960 nach dessen Aufhebung zum Okres Gottwaldov. 1967 wurde Vrbětice mit Vlachovice zu einer Gemeinde Vlachovice-Vrbětice vereint, die ihren Namen 1985 in Vlachovice änderte.

## Explosion des Munitionslagers
Am 16. Oktober 2014 explodierte im Militärgebiet Vrbĕtice das Munitionslager Nr. 16 und am 3. Dezember desselben Jahres das Munitionslager Nr. 12. Der Komplex war von der Imex Group s.r.o. aus Ostrava angemietet. Von den beiden Explosionen waren insgesamt 1329 Hektar Land betroffen. Bereits nach ersten Untersuchungen wurde dabei von einer Fremdeinwirkung ausgegangen.
Am 17. April 2021 machte die Regierung Babiš nach Untersuchungen des Tschechischen Sicherheitsdiensts den russischen Militärnachrichtendienst GRU dafür verantwortlich und verwies 18 Mitarbeiter der russischen Botschaft des Landes. Der Grund für die Attacke auf das Munitionslager, sollte laut den tschechischen Medien, eine vorgesehene Waffenlieferung aus Vrbĕtice in die Ukraine sein. Im Juni 2015 wurde das Lager aus Sicherheitsgründen durch die tschechische Polizei geräumt.

## Sehenswürdigkeiten
- Gezimmerter Glockenturm aus dem 19. Jahrhundert
- Mikulec-Kreuz an der Straße nach Vlachovice
- Holzkreuz in der Ortslage Horní brána
- Steinkreuz an der Schule, errichtet 1898 vom Lehrer Hlobil anlässlich seines 20. Dienstjubiläums und des 100. Geburtstages von František Palacký
- Wallfahrtskapelle der Jungfrau Maria auf dem Hložec (Hložecká kaple), errichtet 1953 anstelle einer barocken Kapelle. Sie entstand zum Gedenken an den Türkeneinfall von 1663 und die Kuruzeneinfalle von 1710 bis 1711.